# فيرخني أفزيان (باشكورستان)
فيركنيي أفزيان (بالروسية: Верхний Авзян) هي مدينة في جمهورية باشكورتوستان في روسيا.
يبلغ عدد سكانها حوالي 2543   نسمة.